# Les Attaquantes
Les Attaquantes, aussi connu sous le titre Attack No.1 (アタックNo.1, Atakku nanbā wan), est un shōjo manga de sport écrit et dessiné par Chikako Urano. Il est publié entre 1968 et 1970 dans le magazine Shūkan Margaret. L'œuvre suit la carrière d'une joueuse de volley-ball nommée Kozue Ayuhara.
L'œuvre est pionnière des mangas de sport dans le domaine du shōjo manga ; elle rencontre en outre un important succès, qui lui permet d'être la première série sérialisée sur plusieurs années dans un magazine shōjo hebdomadaire, et provoque des vocations dans le volley-ball féminin.
Une suite du manga, intitulée Shin Attack No.1 (新アタックNo.1), voit le jour en 1975. Il est en outre adapté en anime en 1969 et en drama en 2005. L'anime est diffusé sur les chaînes de télévisions européennes, notamment en France, en Allemagne ou encore en Italie.

## Synopsis
L'histoire du manga raconte la carrière d'une joueuse de volley-ball japonaise nommée Kozue Ayuhara au collège puis au lycée. Au début de l'histoire, Kozue est une collégienne de la prestigieuse école Meihō de la ville de Tokyo ; elle fait partie des meilleurs élèves de l'établissement et est membre du club de volley-ball. Mais elle subit une opération à cause du gonflement de ses ganglions lymphatiques. Pour que la jeune fille puisse récupérer de son opération, sa famille déménage dans la ville de Shizuoka, où l'air est plus sain qu'à Tokyo ; Kozue est alors scolarisée au collège Fujimi.
À Fujimi, Kozue intègre le club de volley-ball, où elle devient rapidement capitaine, et se lie d'amitié avec sa coéquipière Midori Hayakawa. Kozue rêve de devenir la meilleure attaquante du Japon, si ce n'est du monde ; pour atteindre son objectif, elle se soumet à un entraînement intensif, par exemple en s'entraînant avec une équipe universitaire, ou en intégrant momentanément le club de gymnastique afin de perfectionner une technique. Lors de ces épreuves, elle est soutenue par un garçon nommé Tsutomu Ichinose ; une tension romantique s'installe entre Kozue et Tsutomu, qui nourrit des sentiments pour la jeune fille sans jamais oser les lui révéler.
Les efforts de l'héroïne s'avèrent payant ; l'équipe de Fujimi remporte la coupe nationale de volley-ball pour collégiennes. La coupe remportée, Fujimi joue un match amical contre l'équipe soviétique, alors championne du monde et dirigée par Shellenina. Le match est une catastrophe pour Fujimi et les soviétiques remportent facilement la confrontation. Kozue est choquée par cette défaite cuisante ; elle devient encore plus stricte et se donne pour objectif de vaincre Shellenina lors de futurs championnats du monde.
Une fois au lycée, Kozue doit affronter de nouvelles épreuves, notamment la mort de Tsutomu, heurté par un train. De plus, l'entraînement intense de la jeune fille provoque chez elle une seconde maladie, une annexite, causée par des efforts trop importants, notamment lors de ses menstruations. Kozue subit ainsi une nouvelle opération, ce qui la rend stérile. Lors de sa convalescence, elle tombe amoureuse d'un garçon pour la première fois de sa vie. D'abord partagée entre son amour et sa carrière, Kozue décide finalement d'abandonner son amour et de dédier sa vie au volley-ball, du fait de sa stérilité.
Kozue est finalement sélectionnée pour intégrer l'équipe nationale et ainsi participer au prochain championnat du monde. Si l'équipe japonaise ne remporte pas le championnat, Kozue est tout de même sacrée meilleure joueuse de volley-ball de la compétition.

## Genèse de l'œuvre

### Contexte de création
Au début des années 1960, le shōjo manga est caractérisé par une approche esthétique et symbolique, où le but est de représenter la beauté et les émotions des jeunes filles, dont le corps est alors intemporel, asexué et détaché de la réalité. Mais cette dimension évolue au fil des années, notamment avec l'apparition, aux environs de l'année 1965, des romances en milieu scolaire de la mangaka Yoshiko Nishitani, qui introduit le désir sexuel des jeunes filles et qui replace leur corps dans le contexte réaliste et temporel de la vie quotidienne. Selon le critique de manga Yoshihiro Yonezawa, les corps perdent leur symbolisme et gagnent en physicalité, ils deviennent « libres ».
Les Jeux olympiques d'été de 1964 se sont déroulés au Japon et ont vu les « Sorcières de l'Orient (東洋の魔女) », surnom donné à l'équipe du Japon féminine de volley-ball, remporter la médaille d'or. Cette victoire provoque une multiplication des mangas de sport dans les magazines shōnen, avec notamment Kyojin no hoshi en 1966. L'impact sur le shōjo manga n'est quant à lui pas immédiat, mais la libération des corps permet finalement l'apparition de mangas sportifs, qui deviennent populaires, avec par exemple les œuvres des mangakas Kimie Shiga ou Eiko Fujiwara. Parmi ces autrices qui se spécialisent dans les œuvres de sport, Chikako Urano contribue au magazine Shūkan Margaret de Shūeisha, où elle publie plusieurs courtes œuvres de volley-ball et de softball.

### Publication
En 1968 se profilent les Jeux olympiques d'été de Mexico ; la société Tachikara, qui avait fourni les ballons de volley-ball lors des précédents Jeux, espère développer sa clientèle. La société commande une série de volley-ball au magazine Shūkan Margaret ; Urano, dont les mangas de sport sont relativement populaires, est chargée de créer la série en s'inspirant de la victoire des « Sorcières de l'Orient » quatre ans plus tôt. Urano, qui avait déjà créé des mangas inspirés des « Sorcières de l'Orient », décide de concevoir le scénario avec son mari, Yū Nagurumi, lui-même mangaka. Lors de la publication du premier chapitre d'Attack No.1 le 7 janvier 1968, le magazine offre 100 ballons de volley-ball lors d'un concours de dessin de l'héroïne du manga ; l'opération sera réitérée trois autres fois, le 9 juin 1968, le 26 janvier 1969 et le 15 juin 1969.
La série, publiée à un rythme hebdomadaire dans le Shūkan Margaret, rencontre un véritable succès, ce qui permet à la mangaka de continuer la publication pendant près de 3 ans. Face à ce succès, le magazine Shōjo Friend, principal concurrent du Shūkan Margaret, lance fin 1968 la série de volley-ball Sign wa V! (サインはV!) pour concurrencer Attack No.1. Pour se différencier de ce dernier, Sign wa V! est centré sur une équipe d'entreprise, et non scolaire.
Lors de la publication de la série, en janvier 1970, Urano accouche d'une petite fille, qu'elle nomme Kozue ; l'expérience de la grossesse par l'autrice lui inspire l'annexite de l'héroïne, à une époque où des efforts trop importants étaient considérés comme une cause possible de cette maladie. La série s'achève dans le numéro du 13 décembre 1970 ; Shūeisha rassemble par la suite les chapitres de la série pour la publier en douze volumes dans sa collection Margaret Comics.
En 1975, Chikako Urano publie dans le Shūkan Margaret une suite au manga intitulée Shin Attack No.1 (新アタックNo.1) ; Shūeisha édite cette suite en deux volumes dans sa collection Margaret Rainbow Comics.

## Analyses

### Réalisme de la représentation du volley-ball
Lors de la publication du manga dans le Shūkan Margaret, les contributrices au courrier des lectrices, qu'elles soient joueuses de volley-ball ou non, font l'éloge du réalisme qui se dégage de l'œuvre dans sa représentation du sport, comme si « l'on regardait un véritable match ».
Cette sensation s'explique principalement par le cadrage et le découpage des cases lors des matchs : les corps sont représentés en entier et ne sont jamais coupés par le cadre, à l'exception de quelques gros plans sur les visages des joueuses ; le découpage des cases devient plus dynamique et suit le mouvement du ballon lors des smashs ; des lignes de mouvement sont représentées pour symboliser le déplacement des joueuses ou du ballon.
Yukari Fujimoto note aussi que les corps et le ballon débordent régulièrement des bordures des cases. Cette technique visuelle, empruntée aux mangas de ballet populaires dans le shōjo manga depuis les années 1950, donne l'impression que les personnages et le ballon « surgissent » de la page.

### Progression de Kozue
Le manga suit la progression de Kozue sur plusieurs années. Cette progression se fait par étapes successives, où après une défaite contre ses différentes rivales, elle s'entraîne durement pour pallier ses lacunes, reçoit des conseils de tierces personnes, ou se met dans la peau de ses adversaires.
Kozue est en outre confrontée à deux maladies. Pour la première, le gonflement de ses ganglions lymphatiques, le volley-ball participe à la récupération de la jeune fille, tandis qu'il provoque la seconde maladie, l'annexite. La stérilité induite par cette dernière met un terme à tout potentiel romantique pour Kozue ; l'œuvre représente à ce titre un précédent pour les shōjo mangas sportifs ultérieurs, où l'amour et le sport apparaissent le plus souvent comme deux concepts diamétralement opposés et irréconciliables.
La corpulence du corps de Kozue ne change pas au fil des années, sans le moindre signe visuel de musculature, et reste « ordinaire », ceci malgré les entraînements intensifs de la jeune femme. Alors que typiquement dans les mangas de sport, le progrès de l'athlète se matérialise par des changements physiques du corps. Il s'agit d'un choix de design volontaire, inspiré des « Sorcières de l'Orient » qui ont influencé le manga ; des années 1930 aux années 1960, il était mal vu au Japon que les femmes, même athlètes, développent de la musculature, car cela était perçu comme un signe de masculinité ; les femmes athlètes devaient alors compenser leur manque de musculature par leur force mentale. À ce titre, les « Sorcières de l'Orient » ont été remarquées pour leur corps « médiocre » et « ordinaire » par rapport à celui des membres des équipes adverses.

### Dimension féministe de l'œuvre
Le mouvement féministe se développe au Japon lors des années 1960 ; Chikako Urano, fatiguée que les femmes mangakas soient dépréciées par le monde éditorial constitué d'hommes, a souhaité faire du manga Attack No.1 une œuvre féministe en dépeignant une fille capable de réaliser de grandes choses.
Avec le développement dans le shōjo manga des histoires d'amour en milieu scolaire lors des années 1960, les héroïnes deviennent particulièrement passives ; elles ne peuvent atteindre le bonheur que par leur rencontre avec leur « prince », et deviennent ainsi dépendantes des garçons. Urano altère ce cadre en faisant mourir Tsutomu, le « prince » de Kozue ; la jeune fille doit alors atteindre son bonheur seule, ce qu'elle parvient à faire en participant aux Jeux olympiques.
Selon la sociologue Kazuko Suzuki, cette héroïne vit à la fois les avantages et inconvénients de l'indépendance ; en célébrant ainsi une héroïne « psychologiquement indépendante », le manga présage alors les développements du shōjo manga lors des années 1970, notamment avec les œuvres controversées du Groupe de l'an 24.

## Adaptation en anime
Avec l'important développement des mangas sportifs, les fictions sportives commencent à apparaître à la télévision. Ainsi Kyojin no hoshi est adapté en anime, diffusé entre mars 1968 et septembre 1971, et Sign wa V! est adapté en drama, diffusé entre octobre 1969 et août 1970. Attack No.1 est lui aussi adapté en anime ; la série est diffusée sur Fuji Television entre décembre 1969 et novembre 1971, pour un total de 104 épisodes.
Si l'adaptation n'est pas totalement fidèle, l'anime suit globalement le même scénario que le manga ; l'histoire est divisée en deux grandes parties, avec la première moitié de la série dédiée aux années de collège de Kozue, notamment la compétition inter-collège et la défaite contre les soviétiques, quand la seconde partie est dédiée aux années de lycée, l'annexite et la participation de Kozue aux Jeux olympiques.
L'anime est diffusé en français sous le titre Les Attaquantes dans l'émission du Club Dorothée de la chaîne TF1 à partir du 5 septembre 1988. Mais l'animation de la série souffre de la comparaison avec un autre anime de volley-ball féminin diffusé à la même période sur une chaîne concurrente, Jeanne et Serge. Seuls 52 épisodes sont ainsi diffusés.

## Postérité

### Réception
Le manga rencontre un grand succès dès le début de sa publication dans le Shūkan Margaret ; il s'agit de la première série de shōjo manga dont la sérialisation s'est étendue sur plusieurs années dans un magazine hebdomadaire, les précédentes longues sérialisations de shōjo manga, comme Princesse Saphir, s'étaient déroulées dans des magazines mensuels, et non hebdomadaires, de plus des illustrations du manga ont été utilisées comme couverture du magazine une dizaine de fois, à une époque où les couvertures reprenaient principalement des photographies de célébrités et non des illustrations de manga. Il est en outre, avec son concurrent Sign wa V!, reconnu comme un pionnier du manga sportif dans le shōjo.
Incidemment, le manga remplit son objectif marketing au profit de la société Tachikara, à servir d'« entremetteur » entre le volley-ball et les lectrices ; le courrier des lectrices contenait à l'époque de nombreux témoignages des jeunes filles qui ont commencé à jouer au volley-ball à cause de la série,. L'adaptation en anime provoque elle aussi une augmentation notable des joueuses de volley-ball lors de sa diffusion, notamment en Allemagne, où la série a été diffusée sur RTL-2 en 1993 sous le titre Mila Superstar. Plus particulièrement, les joueuses professionnelles Francesca Piccinini et Motoko Ōbayashi on débuté le volley-ball à la faveur de la diffusion de l'anime,.
L'anime atteint une audience moyenne de 19,9 %, avec une audience maximale de 27,1 % le 10 janvier 1971. Quant au disque avec le thème d'ouverture, chanté par Kumiko Ōsugi, il enregistre environ 700 000 ventes.

### Adaptations ultérieures

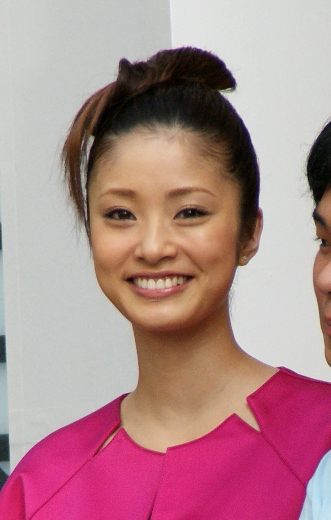
Aya Ueto en 2009.

Lors de la mi-2000, les adolescentes se détournent quelque peu des shōjo mangas et s'orientent plutôt vers les drama. Shūeisha réagit en recyclant les droits d'anciennes séries, comme Attack No.1, en adoptant une démarche cross-média.
Ainsi en 2004, la mangaka Kanon Ozawa conçoit un remake du manga intitulé Shin Attack No.1 (新アタックNo.1) ; publié entre 2004 et 2006 dans le magazine Margaret, il est édité en trois volumes par Shūeisha dans sa collection Margaret Comics.
Puis l'année suivante, en 2005, un drama de 11 épisodes, basé sur Attack No.1, est diffusé à la télévision sur la chaîne TV Asahi entre les mois d'avril et de juin. L'actrice et chanteuse japonaise Aya Ueto incarne le rôle de Kozue Ayuhara et la joueuse professionnelle Motoko Ōbayashi supervise la série. Comme l'œuvre originale a été publiée 37 ans auparavant, des joueuses de volley-ball originaires de différentes écoles tokyoïtes ont été interviewées pour adapter l'histoire à une époque contemporaine.